# Inglese australiano
L'inglese australiano (Australian English, abbreviazioni AuE, AusE, en-AU) è la variante  della lingua inglese parlata in Australia.
I primi immigrati australiani erano dei criminali, portati sull'isola coattamente, a scopo detentivo. Erano un misto di irlandesi, inglesi e scozzesi. Questa peculiarità è alla base dell'inglese australiano.
Influenze importanti successive sono sempre dell'orbita inglese: inglese irlandese, inglese americano e, a diverse ondate, inglese standard. Impronta importante dal punto di vista del lessico, hanno avuto, soprattutto negli ultimi cinquant'anni, le lingue aborigene. Gli immigrati di altri gruppi linguistici arrivati successivamente hanno influenzato l'inglese australiano in misura minore.

## Storia
Si fa risalire la fondazione dell'Australia bianca al 1788, quando la First Fleet, la prima nave di deportati britannici sbarcò in Sydney Cove. I forzati erano criminali di diverse specie, dai poveracci che avevano commesso reati giustificati dalla fame (rubare un tozzo di pane poteva all'epoca significare l'impiccagione), al ladruncolo, al criminale ben organizzato. Ma ciò che li accomunava era il fatto di provenire dalle città, soprattutto Londra, e non dalla campagna.
Molte parole australiane trovano riscontro nel dialetto flash, cioè il linguaggio dei ladri londinesi. To plant, per esempio, che significa nascondere la refurtiva in un posto per riprenderla una volta calmate le acque, in australiano viene usato nella vita del bush, per esempio, quando si sotterrano in un posto fresco e asciutto le vivande per conservarle durante un walkabout, una "gita", per così dire, o anche ha il significato di nascondere i regali di natale affinché i bambini non li trovino.
Parole dell'ambiente rurale come brook, glen e dale non si trovano nel vocabolario australiano. Parole più comuni hanno assunto nell'inglese australiano significati nuovi, come creek, un piccolo sussidiario di un fiume per i britannici, ma un affluente anche più grosso del Tamigi per gli australiani.
La sollevazione popolare in Irlanda del 1798 e la carestia del 1845-49 hanno portato nuovi elementi all'inglese australiano, non solo nel vocabolario ma anche nella grammatica. Cronologicamente segue la corsa australiana all'oro nel 1850, che ha anch'essa contribuito all'introduzione nel lessico australiano di diverse parole legate al mondo dei minatori, come la nota espressione fair dinkum (lavoro onesto, genuino), che una storiella vorrebbe derivare dal cinese, ma è assodato provenire dal dialetto britannico del Lancashire, contrazione di fair day's work.
Altri eventi che hanno apportato dei contributi alla lingua australiana furono senz'altro la federazione del 1901, le due guerre e la grande depressione del '29. Con la seconda guerra mondiale si osserva un importante influsso da parte dell'inglese americano: ancora oggi molti australiani credono che gli americani li abbiano salvati da un'invasione giapponese dell'isola. Ma seguì subito una consistente migrazione di inglesi britannici verso l'Australia, cosicché è più facile sentir dire l'inglese biscuit piuttosto che l'americano cookie e petrol stations (inglese) invece che gas stations (americano) per "stazione di servizio".
Per quanto riguarda l'influsso aborigeno, la prima parola che entrò nel lessico fu certamente kangaroo, registrata da Cook nei suoi diari nel 1788. Le lingue aborigene hanno apportato un enorme ampliamento del vocabolario australiano, soprattutto in questi anni di tentata riconciliazione, ma non hanno influenzato le regole grammaticali. Similmente tutte le lingue degli immigrati accolti in Australia.

## Fonologia
L'inglese australiano ha molte somiglianze con l'inglese parlato nel sud-est dell'Inghilterra, in particolare al cockney e al Received Pronunciation. Come molti dialetti inglesi lo si distingue in base allo studio fonemico delle vocali.
Le vocali si possono dividere in due categorie: brevi o lunghe. Le prime sono solo monottonghi, usate per lo più nel Received Pronunciation come lax vowels. Le altre sono sia monottonghi sia dittonghi, a questa categoria appartengono le tense vowels e i dittonghi di centratura .
Le consonanti dell'inglese australiano sono non rotiche così come molte varietà dell'inglese. Inoltre è da segnalare la presenza del cosiddetto flapping  delle consonanti /d/ e /t/, ossia, come nell'inglese nordamericano, quando queste due consonanti sono prevocaliche subiscono una flessione (to flap) diventando delle monovibranti alveolari dopo una vocale sonora, oppure possono flettersi nei foni /ŋ/, /m/ e, il più delle volte, /l/.

## Vocabolario
L'inglese australiano ha molti termini che sono considerati tipici di questa varietà della lingua inglese, ad esempio si possono citare i famosi bush e outback. Questi vocaboli si riferiscono entrambi al paesaggio australiano, il primo indica gli arbusti oppure le stesse regioni aride dell'Australia; mentre il secondo si riferisce ad un territorio remoto e poco popolato. Gran parte delle parole tipiche dell'inglese australiano arrivarono nel continente con i carcerati deportati durante l'Epoca Coloniale. Peraltro, molti termini usati in Australia esistono anche negli altri paesi anglofoni, ma hanno un significato leggermente diverso. Ad esempio la parola scrub in Australia indica un'area coperta da vegetazione, in Gran Bretagna è usata per dare il nome proprio ad un bosco/foresta (ad es.:Wormwood Scrubs). L'inglese australiano, come molti dialetti o gerghi britannici (vedi: il Cockney, Scouse, Glaswegian e il Geordie) usano mate riferendosi ad un amico o compagno di classe o di lavoro; va detto però che tale uso si è esteso ed è diventata un'espressione dell'inglese colloquiale.
Molto diffuso è l'uso dell'accorciativo, creato utilizzando la "O" finale. Così journalist (giornalista) è journo, musician (musicista) è muso, afternoon (pomeriggio) è arvo.
L'origine di molte parole è oscura oppure è oggetto di discussione. Il vocabolo dinkum (o fair dinkum) può significare, a seconda del contesto e dell'inflessione, vero, è vero!, è vero?. Si è supposto che sia nata durante la Corsa all'oro, e derivi dall'espressione cinese (forse cantonese o hokkien) ding kam (peso d'oro). Molti studiosi, però, ritengono che l'etimo derivi dall'antico dialetto inglese delle Midlands Orientali. Quindi dinkum (o dincum) vorrebbe dire "lavoro pesante" oppure "lavoro onesto", "lecito". Il derivato dinky-di indica il concetto di purezza, di limpidità, di devozione a qualcosa, e l'espressione dinky-di aussie significa vero Australiano.
Dinkum, dinky-di, true blue, l'appellativo my friend (amico mio) e il famoso saluto g'day (goodday, da non confondere con l'"arrivederci" che quest'espressione significa negli altri dialetti), sono considerati dei veri australianismi della lingua inglese.